# Alain Minc
Alain Minc (* 15. April 1949 in Paris) ist ein französischer Intellektueller und Autor, Soziologe, Wirtschaftswissenschaftler und Politikberater.

## Leben
Alain Minc stammt aus einer polnisch-jüdischen Familie, seine vier Großelternteile wurden Opfer des Holocaust. Nach dem Besuch des Lycée Henri IV absolvierte er Studien an zwei der Elitehochschulen: 1971 schloss er die Pariser Sciences Po ab, 1975 dann die Verwaltungshochschule ENA.
Er arbeitete zunächst in der Inspection générale des finances und wechselte 1979 als Finanzvorstand zum Konzern Saint Gobain. Seit 1994 sitzt er im Aufsichtsrat der Tageszeitung Le Monde. Heute leitet er sein eigenes Beratungsunternehmen AM conseil und war ein enger Berater des französischen Staatspräsidenten Nicolas Sarkozy.
Im Februar 2021 kritisierte er die Kanzlerschaft von Angela Merkel scharf. Weiter vertritt er die Ansicht, dass das französische Wirtschaftsmodell überkommen sei und Frankreich ein angelsächsisches Modell einzuführen habe, andernfalls würde Frankreich leiden. Seine Bücher sind Bestseller.
Minc ist verheiratet und hat drei Kinder.

## Ehrungen
- Alain Minc ist Kommandeur der Ehrenlegion.

## Schriften (Auswahl)
- La grande illusion, Grasset, Paris 1989, ISBN 2-246-40531-9
  - deutsch: Die deutsche Herausforderung, übersetzt von Karin Balzer, Hoffmann und Campe, Hamburg 1989, ISBN 9783455083477
- La vengeance des nations, Grasset, Paris 1993, ISBN 2-253-06468-8
  - deutsch: Die Wiedergeburt des Nationalismus in Europa, übersetzt von Ilonka Berteaux, Hoffmann und Campe, Hamburg 1992, ISBN 9783455084368
- Le nouveau moyen âge, Gallimard, Paris 1993, ISBN 2-07-073694-6
  - deutsch: Das neue Mittelalter, übersetzt von Holger Fock, Hoffmann und Campe, Hamburg 1994, ISBN 9783455110289
- La mondialisation heureuse, Plon, Paris 1997, ISBN 2-266-08333-3
  - deutsch: Globalisierung. Chance der Zukunft, übersetzt von Markus Sedlaczek, Zsolnay, Wien 1998, ISBN 9783552049048
- Vive l'Allemagne, Collection Essai blanche, Grasset, Paris 2013, ISBN 978-2-246-81030-8
  - deutsch: Vive l’Allemagne! Was Deutschland alles richtig macht – und was nicht, übersetzt von Antje Korsmeier, Herder, Freiburg im Breisgau/Basel/Wien 2014, ISBN 978-3-451-31206-9